# 電光交響樂團
電光交響樂團（英語：Electric Light Orchestra，或簡稱ELO）是1970年由唱作人/多樂器演奏家傑夫·琳恩和羅伊·伍德與鼓手貝夫·貝文在英格蘭伯明罕成立的英國搖滾樂團。他們的音樂特點在於融合了披頭式聲響的流行樂、古典樂的改編及未來主義的作品。在伍德1972年離團後，琳恩成為了樂團領導、安排和製作每張專輯，同時編寫幾乎所有的原產物。在樂團早期，琳恩、貝文和鍵盤手理查德·坦迪是樂團唯幾的固定成員。
ELO是琳恩與伍德希望創造出有著古典色彩的現代搖滾和流行歌曲所組成的，原先作為琳恩、伍德和貝文出身的樂團行動樂團的分支樂團成立。在1970年至1980年間，ELO發表了一系列前10強的專輯和單曲，其中受迪斯可啟發的《Discovery》和科幻主題的概念專輯《Time》皆達到了英國排行榜榜首。1986年，琳恩失去了樂團的興趣並停止了其運作。貝文組建了自己的樂團ELO Part II，在這之後成為The Orchestra。ELO在接下來的三十年中基本保持閒置狀態，除了2000年至2001年短暫復出以外。2014年，琳恩再次與坦迪一起以傑夫·琳恩的電光交響樂團（Jeff Lynne's ELO）的名義重新組建樂團，重新開始了巡迴演唱會和新錄製工程。
在ELO最初13年錄製和巡演期間，他們在全球銷售了超過5000萬的唱片，獲得了19個CRIA、21個RIAA和38個BPI獎項。在1970年中期，樂團在美國取得了更大的成功。從1972年到1986年，ELO分別在英國單曲排行榜和美國的告示牌百強單曲榜上累積了20首和15首前二十名單曲。2017年，ELO的經典陣容：伍德、琳恩、貝文和坦迪四人被引入搖滾名人堂。

## 成員列表
現任成員
- 傑夫·琳恩 – 主唱與背景和聲、吉他、貝斯、大提琴、鍵盤、爵士鼓、打擊樂器、製作人、作曲者、編曲者 (1970–1986、2000–2001、2014–現在)

現任現場演出成員（傑夫·琳恩的電光交響樂團）
- 米爾頓·麥當勞（英语：Milton McDonald） – 主音吉他、背景和聲 (2014–現在)
- 邁克·史蒂芬斯（英语：Mike Stevens (saxophonist)） – 吉他、背景和聲 (2014–現在)
- 伊恩·霍爾諾 – 吉他、背景和聲 (2014–現在)
- 李·帕馬羅伊 – 貝斯 (2014–現在)
- 馬庫斯·伯恩 – 鍵盤 (2014–現在)
- 伯尼·史密斯 – 鍵盤 (2014–現在)
- 唐納文·賀伯 – 爵士鼓 (2014–現在)
- 馬列尼·路易斯-麥當勞 – 背景和聲 (2014–現在)
- 羅西·蘭利 – 小提琴 (2016–現在)
- 艾米·蘭利 – 大提琴 (2016–現在)
- 傑斯·考克斯 – 大提琴 (2016–現在)
- 喬·維博 – 鍵盤 (2017–現在)
- 史提夫·透納 – 鍵盤 (2017–現在)

前成員
- 理查德·坦迪 – 鍵盤、合成器、貝斯、吉他、背景和聲、製作人、編曲者 (1971–1986、2000–2001、2014–2024；2024年去世)
- 貝夫·貝文 – 爵士鼓、打擊樂器、歌手 (1970–1986)
- 羅伊·伍德 – 主唱與背景和聲、吉他、貝斯、大提琴、鍵盤、爵士鼓、單簧管、低音管、雙簧管、直笛、製作人、作曲者、編曲者 (1970–1972)
- 比爾·杭特 – 鍵盤、法國號、狩獵號角 (1971–1972)
- 史帝夫·物蘭 – 小提琴 (1971；1971年去世)
- 安迪·克雷格 – 大提琴 (1971–1972)
- 休伊·麥克道維爾（英语：Hugh McDowell） – 大提琴 (1972、1973–1979；2018年去世)
- 邁克·愛德華（英语：Mike Edwards (musician)） – 大提琴 (1972–1975；2010年去世)
- 威爾弗里德·吉布森（英语：Wilfred Gibson） – 小提琴 (1972–1973；2014年去世)
- 邁克·德·阿爾布奎克（英语：Mike de Albuquerque） – 貝斯、背景和聲 (1972–1974)
- 科林·沃克（英语：Colin Walker (cellist)） – 大提琴 (1972–1973)
- 米克·卡明斯基（英语：Mik Kaminski） – 小提琴 (1973–1979)
- 凱利·格魯柯特（英语：Kelly Groucutt） – 貝斯、主唱與背景和聲 (1974–1983；2009年去世)
- 梅爾文·葛爾（英语：Melvyn Gale） – 大提琴 (1975–1979)

前現場演出成員
- 米克·卡明斯基 – 小提琴 (1981–1982、1986) (在這段時期他也經常出現在MV中)
- 路易斯·克拉克 – 合成器、鍵盤 (1981–1982、1986；2021年去世)
- 戴夫·摩根 – 合成器、古典吉他、背景和聲 (1981–1982、1986)
- 馬丁·史密斯 – 貝斯 (1986)
- 佩吉·鮑德溫 – 大提琴 (2000–2001)
- 格雷格·比索內特（英语：Gregg Bissonette） – 爵士鼓、背景和聲 (2000–2001)
- 麥特·比索內特（英语：Matt Bissonette） – 貝斯、背景和聲 (2000–2001)
- 馬爾克·曼恩（英语：Marc Mann） – 吉他、鍵盤、背景和聲 (2000–2001、2014)
- 莎拉·歐布萊恩 – 大提琴 (2000–2001)
- 羅西·費拉（英语：Rosie Vela） – 背景和聲 (2000–2001)
- 麥克·威爾森 – 打擊樂器、背景和聲 (2014)
- 謝倫·艾倫 – 小提琴 (2014)

## 延伸閱讀
- Bevan, Bev The Electric Light Orchestra Story (London: Mushroom, 1980)
- Van der Kiste, John Jeff Lynne: The Electric Light Orchestra, before and after (Stroud: Fonthill Media, 2015)

## 外部連結
- ELO的官方臉書頁面 （页面存档备份，存于）
- ELO在自家唱片廠牌網站上的頁面 （页面存档备份，存于）
- 傑夫·琳恩的電光交響樂團 （页面存档备份，存于） – 傑夫·琳恩的官方網站
- Face the Music （页面存档备份，存于） – ELO與相關藝人 資料
- 傑夫·琳恩的歌曲資料庫 （页面存档备份，存于）
- 搖滾名人堂網站上的ELO （页面存档备份，存于）